# Aulacodillo thomseni
Aulacodillo thomseni is een pissebed uit de familie Armadillidae. De wetenschappelijke naam van de soort is voor het eerst geldig gepubliceerd in 1924 door Panning.